# Бинго (фильм)
«Бинго» (англ. Bingo) — художественный фильм 1991 года производства США, детский приключенческий фильм, снятый режиссёром Мэттью Роббинсом. Фильм известен также под названием «Мой пёс Бинго»

## Сюжет
В собачьем цирке живёт довольно необычный и умный пёс по кличке Бинго. Будучи дворнягой, он в основном занят обслуживанием породистых собак-артистов. Но вот однажды Бинго попросили заменить во время выступления поранившего лапу пуделя. Один из трюков, который должен был выполнить пёс, — это прыжок через огненное кольцо. Бинго не в силах выполнить трюк из-за боязни огня (когда он был щенком, он чуть не погиб в пожаре в питомнике) и сбегает со сцены. Его хозяева Стив и Джинджер сердиты на него, и Бинго убегает из цирка. Волей случая Бинго встречает в лесу мальчика Чакки, сына местной футбольной звезды, который настолько увлечён американским футболом, что даже не заметил, что сын не ночевал дома. В итоге мальчик и пёс подружились и привязались друг к другу. Вот только из-за того что родители Чакки против собаки, ему приходится держать её существование в тайне. Однажды Семья Чакки решает переехать. Бинго из-за того, что был на свидании с соседской собакой, опаздывает к моменту отъезда и вынужден идти по следу, полагаясь на собачье чутьё. Благо Чакки оставляет для него метки. Попутно Бинго спасает собак, которых мерзкий хозяин придорожной закусочной хотел пустить на котлеты, выручает семью отдыхающих, которых похитили два бандита, отправляет за решётку самих бандитов. Правда, последние в отместку объявляют собаку своим сообщником, и Бинго отправляют в тюрьму. Но Бинго не сдаётся, с помощью сокамерника он сбегает из тюрьмы, а затем красотка из мотеля, где останавливалась семья Чакки, помогает ему доехать на автобусе до города, где те теперь живут. Добежав до нужного дома, Бинго видит Чакки, выгуливавшего колли, и, сделав неверный вывод (мальчик выгуливал соседскую собаку за деньги), уходит. Он устраивается помощником посудомойки в кафе, а в это время те самые два бандита сбежали из тюрьмы и желают поквитаться с Бинго. Один из работников кафе, разглядевший в собаке конкурента, подсказывает бандитам, где найти Бинго, и те ловят его возле кафе. Появившийся там Чакки пытается спасти собаку и объявляет, что он — сын известного футболиста и у бандитов будут проблемы. Те тут же забывают о Бинго и, похитив мальчика, придумывают план. Они ставят на проигрыш команды отца Чакки, у которого как раз сейчас игра, а от самого отца требуют не забить ни одного гола под угрозой расправы над мальчиком. Они прячут Чакки на складе, который минируют. Бинго находит склад и даёт матери Чакки знать, где её сын, которая с полицией едет туда. Бандиты, спугнутые полицией, уезжают, и полицейские переключаются на их преследование, а Бинго спешит на склад спасать Чакки. На складе начинается пожар, но на этот раз Бинго пересиливает страх и, прыгнув через пламя в контору, нажимает кнопку тревоги, приехавшие пожарные спасают Чакки. Тем временем полицейские ловят бандитов и так, как они все поставили на выигрыш отца Чакки, объявляют отцу, что его сын спасён, после чего тот в последний момент перед концом игры забивает гол. Разозлившиеся бандиты успевают нажать на кнопку детонатора, но Бинго вынес чемодан с бомбой подальше от людей, но сам спастись от взрыва не успевает.
Позже в больнице Чакки приводят в палату, где лежит покалеченный, но живой Бинго, а вокруг него все люди (а также собаки), с которыми Бинго соприкоснулся на своём пути. Чакки спрашивает отца, можно ли ему оставить Бинго себе. Отец долго колеблется, но под строгими взглядами окружающих наконец соглашается, но при условии стерилизации Бинго.

## В ролях
- Синди Уильямс — Натали Девлин
- Дэвид Раше — Хэла Девлина
- Роберт Стайнмиллер-младший — Чак Девлин
- Дэвид Френч — Чик Девлин
- Курт Фуллер — бандит Ленни
- Джо Гузалдо — головорез Эли
- Сьюзи Плэксон — Джинджер
- Гленн Шэдикс — герцог
- Уэйн Робсон — Четырехглазый
- Тэмсин Келси — Банни
- Саймон Уэбб — Стива